# Porto della mia infanzia
Porto della mia infanzia (Porto da minha infância) è un film del 2001 diretto da Manoel de Oliveira.

## Trama
«Porto» è il nome della città natale di Manoel de Oliveira, il quale peraltro nel 1931 dedicò alla città il suo primo film: Douro, faina fluvial. Il film, più che documentario, può essere definito come la rievocazione nostalgica della Oporto dell'infanzia e della giovinezza del regista, effettuata attraverso memorie personali, fotografie della città, ricordi, testimonianze, canzoni dell'epoca, spezzoni cinematografici soprattutto da Douro, faina fluvial e da Aniki Bóbó, scene dallo spettacolo Miss Dollar nel quale recitò lo stesso Oliveira interpretato qui da un suo nipote, partecipazione di Agustina Bessa-Luís che legge alcuni suoi testi, partecipazione di alcuni attori con i quali Oliveira ha lavorato in passato.